# Métro de Copenhague
Le métro de Copenhague (en danois: Københavns Metro) est un système de transport en commun de type métro automatique desservant les communes de Copenhague, de Frederiksberg et de Tårnby. Mises en service en 2002, 2007, 2019 et 2020 les lignes de métro 1, 2 et 3 et 4 comptent trente-neuf stations, dont vingt-cinq souterraines, sur un parcours total de 42,5 km.
Le métro est détenu par la société Metroselskabet I/S, détenue par les communes de Copenhague et de Frederiksberg et du gouvernement danois. L'exploitation et la maintenance du réseau sont assurés par la société Metro Service A/S.

## Histoire

### Genèse
En 1992, le gouvernement danois prend la décision de construire un réseau de rail léger à Copenhague. Certains espaces situés aux alentours d'Amager étaient peu développés et surtout à usage agricole. La ville de Copenhague décida donc de les dynamiser dans le cadre du projet Ørestad. Cela se fit en conjonction avec la construction du pont de l'Øresund. Ainsi, pour desservir ces nouveaux quartiers, un réseau de métro fut décidé, le S-tog (RER danois) ne les desservant pas. Trois matériels étaient alors en concurrence, un tram, un métro et un métro léger circulant à la fois en surface et en souterrain. Le métro fut choisi, en octobre 1994, pour sa grande capacité et sa vitesse, bien qu'elle fût la solution la plus coûteuse.
En 1996, les plans de construction du métro sont définis. Ceux-ci prévoient deux lignes composées d'un tronçon commun ouest-est de Vanløse à Christianshavn avant de se séparer : vers le sud-ouest pour la ligne 1 en direction de Vestamager et vers le sud-est pour la ligne 2 en direction de l'aéroport de Copenhague.

### Construction et mise en service
La construction fut scindée en trois phases. La première se termina le 19 octobre 2002 et fut inaugurée par la reine Margrethe II.
La deuxième phase a été divisée en deux parties. La première reliant Nørreport à Frederiksberg fut ouverte le 29 mai 2003. La seconde constituait la phase de travaux entre Frederiksberg et Vanløse et fut ouverte en octobre 2003. Il fallut néanmoins attendre 2004 pour que les travaux de la station Flintholm se terminent.
La phase 3 constituant la fin de la construction de la ligne 2 jusqu'à l'aéroport, ouvrit le 28 septembre 2007.
Une partie de la population de l'île d'Amager craignait que le métro ne divise le quartier en deux et tenta de stopper les travaux par voie juridique mais en vain[réf. nécessaire].
Aujourd'hui, la fiabilité du métro atteint 98 à 99 %[réf. nécessaire]. Il transporte 184 700 personnes par jour.

### Cityringen
Le 2 décembre 2005, les municipalités de Copenhague et de Frederiksberg tombent d'accord sur la création de la future ceinture périphérique ferroviaire dénommée Cityringen avec la numérotation 3. Cette ligne circulaire prévoit de relier le centre-ville et les quartiers d'Østerbro, de Nørrebro, de Frederiksberg et de Vesterbro, mal desservies par les transports en commun existants.
Le 1er juin 2007, le Parlement danois approuve le plan de la nouvelle ligne.
La construction de cette ligne est estimée à 24,6 milliards de couronnes danoise.
Les travaux ont commencé en 2011. Après 8 ans de travaux, la ligne 3 du métro entre en service le 29 septembre 2019. Elle est inaugurée par la reine Margrethe II.

### Prolongements ultérieurs
La ligne 4 du métro entre en service le 28 mars 2020 sans célébration particulière du fait de la pandémie de maladie à coronavirus de 2019-2020. Un prolongement vers le sud entre en service le 22 juin 2024.

### Chronologie
| Date              | Ligne | Évènement |
| ----------------- | ----- | --- |
| 19 octobre 2002   |       | Mise en service de la ligne 1 entre Nørreport et Vestamager et de la ligne 2 entre Nørreport et Lergravsparken (tronçon commun des lignes 1 et 2 entre Nørreport et Christianshavn) |
| 29 mai 2003       |       | Prolongement à l'ouest des lignes 1 et 2 de Nørreport à Frederiksberg (tronçon commun)                                                                                              |
| 12 octobre 2003   |       | Prolongement à l'ouest des lignes 1 et 2 de Frederiksberg à Vanløse (tronçon commun)                                                                                                |
| 28 septembre 2007 |       | Prolongement au sud-est de la ligne 2 de Lergravsparken à Københavns Lufthavn (aéroport de Copenhague)                                                                              |
| 29 septembre 2019 |       | Mise en service de la ligne 3, circulaire reliant la gare centrale, le centre-ville et les quartiers de Vesterbro, Nørrebro, Østerbro et Frederiksberg                              |
| 28 mars 2020      |       | Mise en service de la ligne 4 entre København H et Orientkaj (tronçon commun avec la ligne 3 entre København H et Østerport)                                                        |
| 22 juin 2024      |       | Prolongement au sud de la ligne 4 entre København H et København Syd |

19 octobre 2002.
29 mai 2003.
12 octobre 2003.
28 septembre 2007.
29 septembre 2019.
28 mars 2020.
Depuis le 22 juin 2024.

## Réseau actuel

### Présentation

#### Lignes
Les lignes 1 et 2 suivent un tronçon commun de Vanløse à Christianshavn parcourant la capitale d'Ouest en Est. Ensuite, ces deux lignes se séparent afin de desservir l'ouest (ligne 1) et l'est (ligne 2) de l'île d'Amager. Seuls les tronçons entre Fasanvej et Islands Brygge ainsi qu'entre Christianshavn et Lergravsparken sont souterrains, le reste du réseau étant aérien.
La ligne 3 est circulaire et entièrement souterraine. Elle est en correspondance avec les lignes 1 et 2 aux stations Kongens Nytorv et Frederiksberg.
La ligne 4 est également entièrement souterraine (hormis sa station terminus Orientkaj, construite en viaduc) et relie sur une axe nord-sud le quartier de Nordhavn (port du nord) et le centre-ville. Elle partage un tronçon commun avec la ligne 3 entre les stations København H et Østerport.
| Ligne | Parcours                                                            | Mise en service | Longueur en km | Nombre de stations | Dernière extension |
| ----- | ------------------------------------------------------------------- | --------------- | -------------- | ------------------ | ------------------ |
|       | Vanløse ↔ Vestamager                                                | 2002            | 13,9           | 15                 | 2003               |
|       | Vanløse ↔ Københavns Lufthavn                                       | 2002            | 14,2           | 16                 | 2007               |
|       | København H ↔ Kongens Nytorv ↔ Østerport ↔ Nørrebro ↔ Frederiksberg | 2019            | 15,5           | 17                 | 2019               |
|       | København Syd ↔ Orientkaj                                           | 2020            | 9              | 13                 | 2024               |

#### Stations
Le réseau comporte 44 stations, dont 30 souterraines et 14 en surface.
Les stations des lignes 1 et 2 sont toutes conçues selon des principes fonctionnels et architecturaux similaires. Les matériaux utilisés sont les mêmes dans toutes les stations.
Les stations de la lignes 3, ouverte en 2020, se différencient les unes des autres par l'utilisation de matériaux distinctifs sur les parois latérales des stations. Ces textures et teintes différentes font référence aux quartiers dans desservis par les stations. Les stations en correspondance avec les trains régionaux sont de couleur rouge, en référence au logo de la DSB, compagnie ferroviaire danoise.
Sur le prolongement sud de la ligne 4, ouvert en 2024, les stations sont conçues suivant les mêmes principes fonctionnels et architecturaux que celles lignes 1, 2 et 3, mais ce sont des œuvres d'art qui leur donneront une identité et permettront de les différencier visuellement.
Dans les stations souterraines, des puits de lumière situés au niveau de la rue et des jeux de miroirs permettent d'apporter de la lumière naturelle jusque sur le quai central. Ce dernier est généralement accessible par des 2 séries de 2 escaliers mécaniques montants et descendants et un ascenseur.
Le quais et les voies sont séparés par des portes vitrées à ouverture automatique.
La station Marmorkirken, la plus profonde du réseau, a la particularité de disposer de quais superposés.

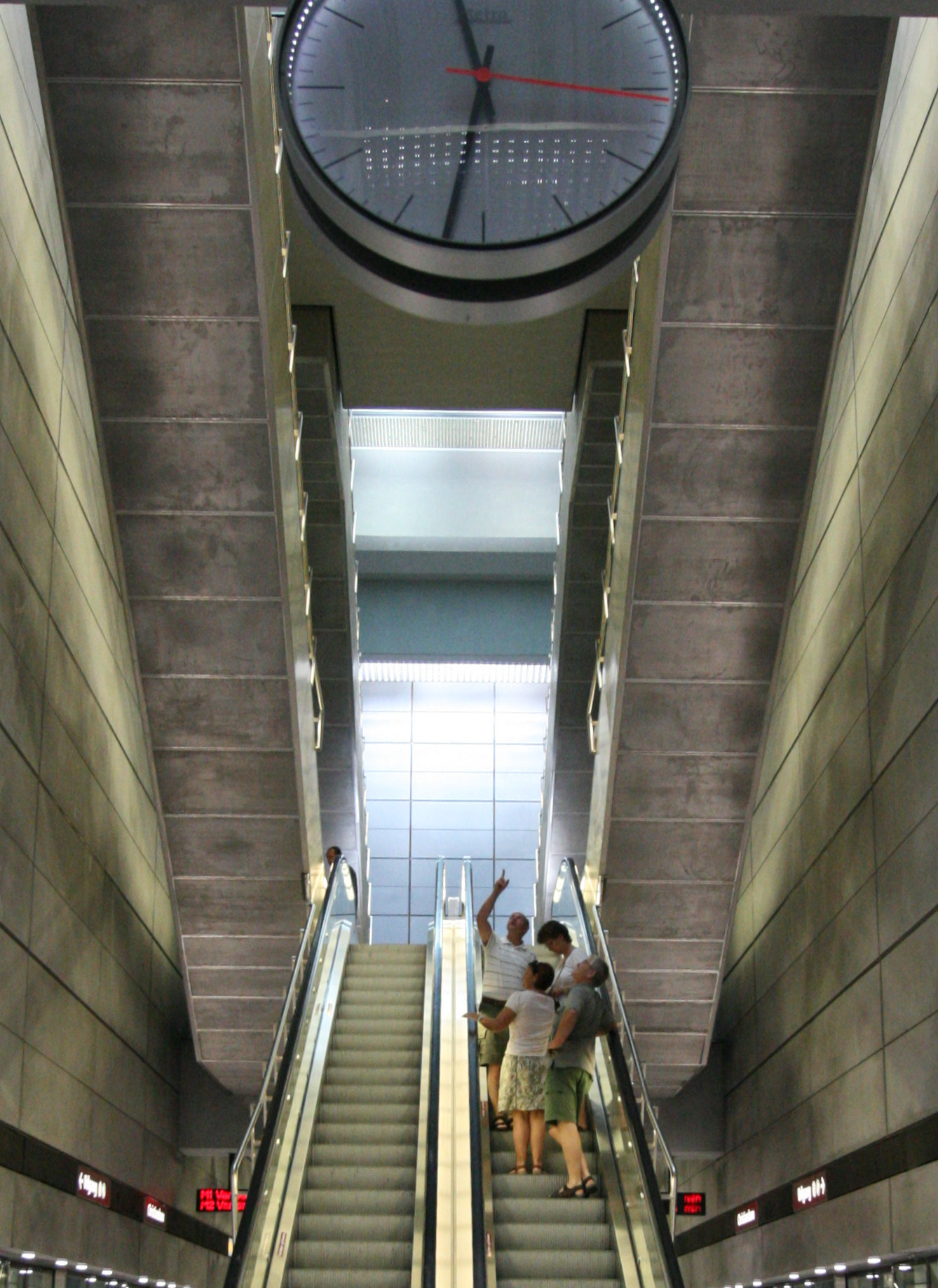
Station Christianshavn (M1-M2)
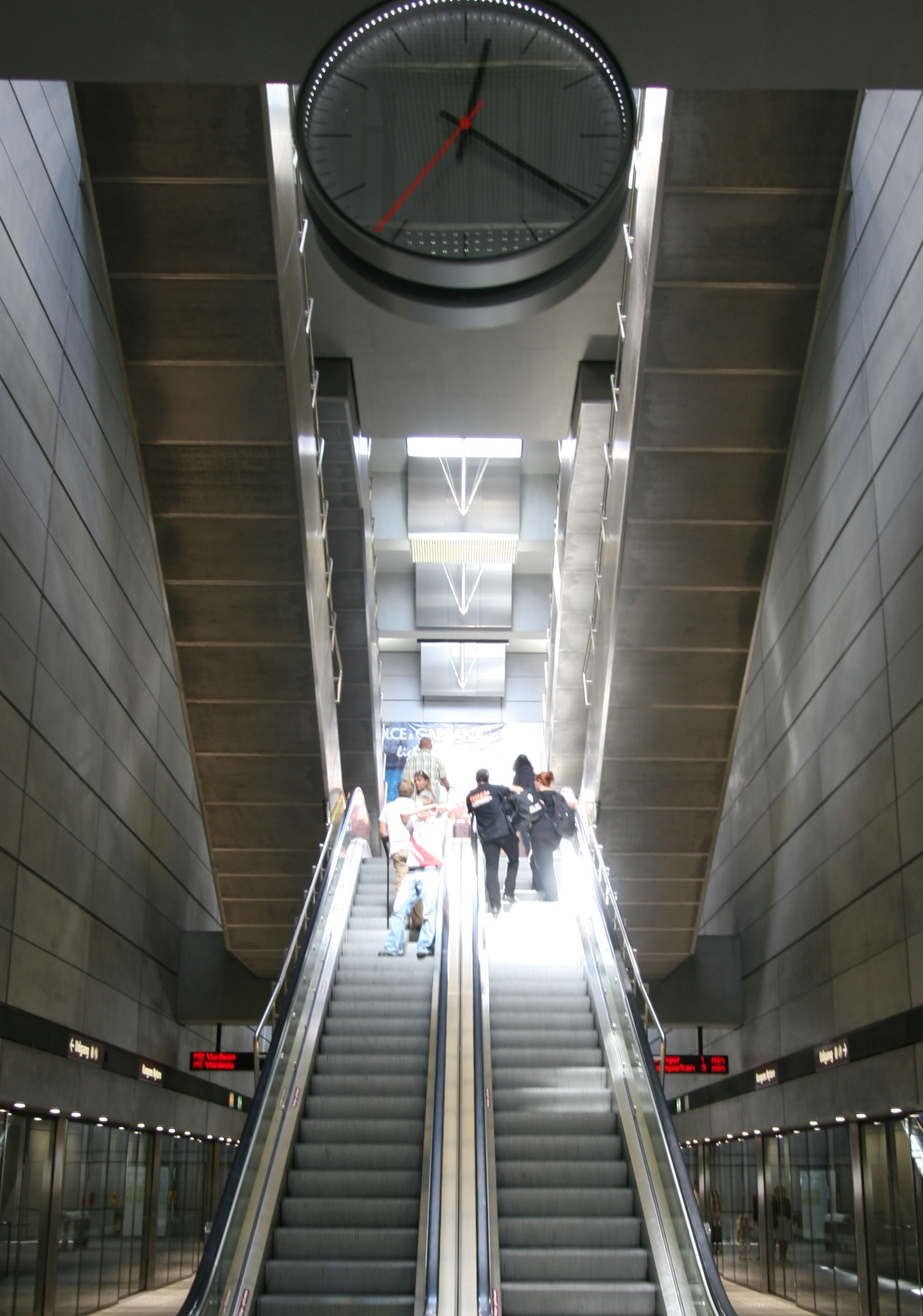
Station Kongens Nytorv (M1-M2)
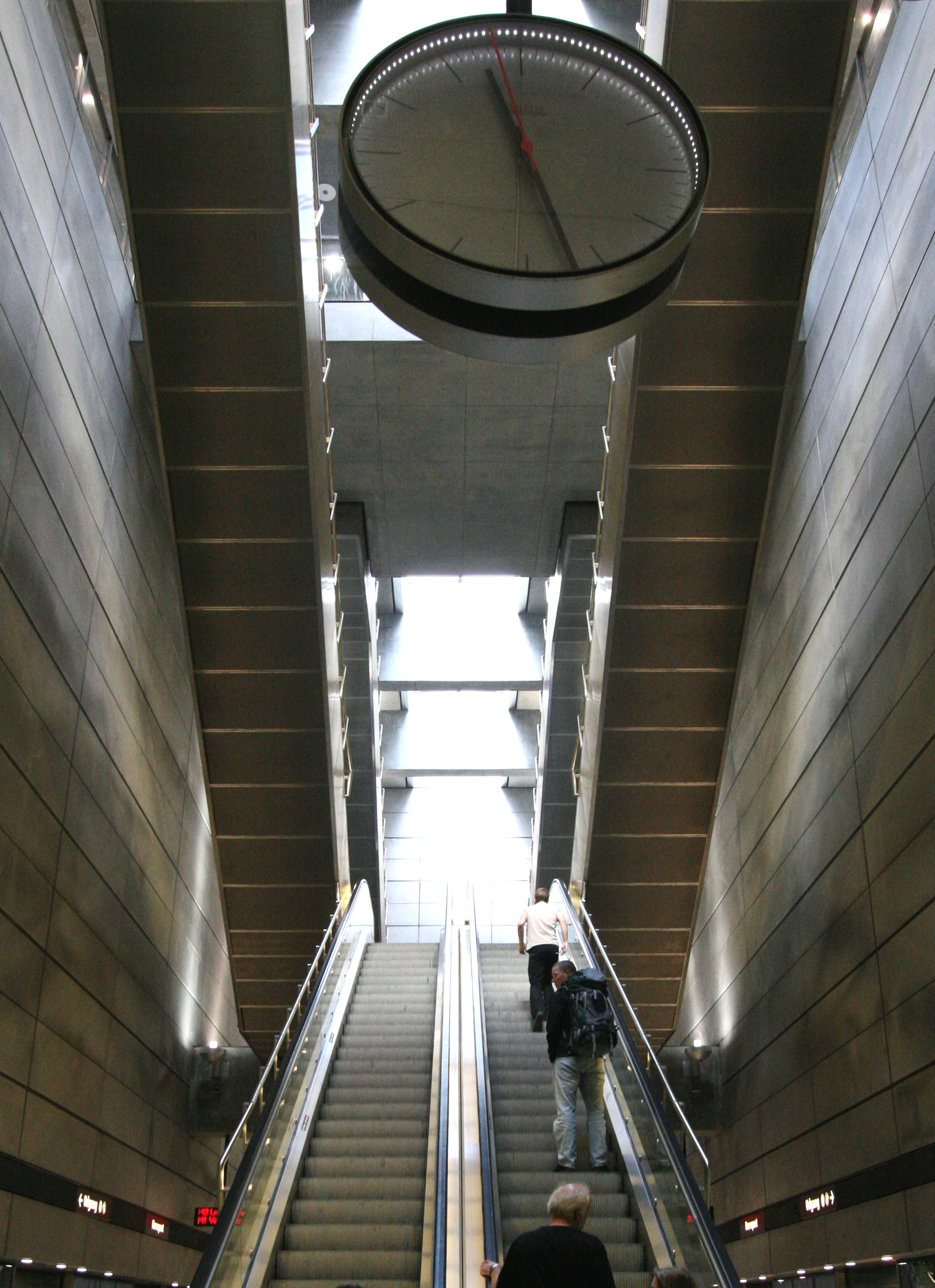
Station Nørreport (M1-M2)
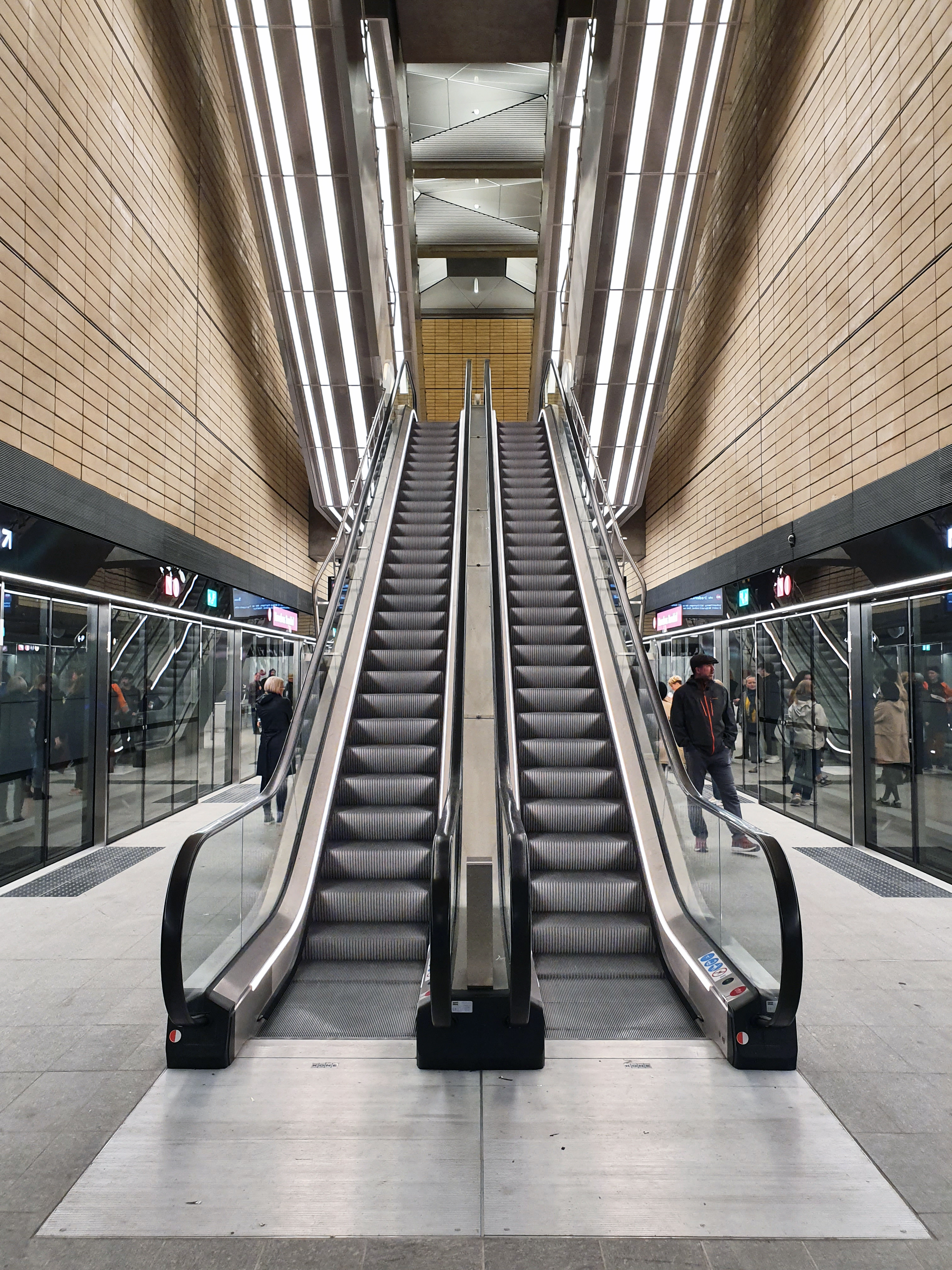
Station Nørrebros Runddel (M3)
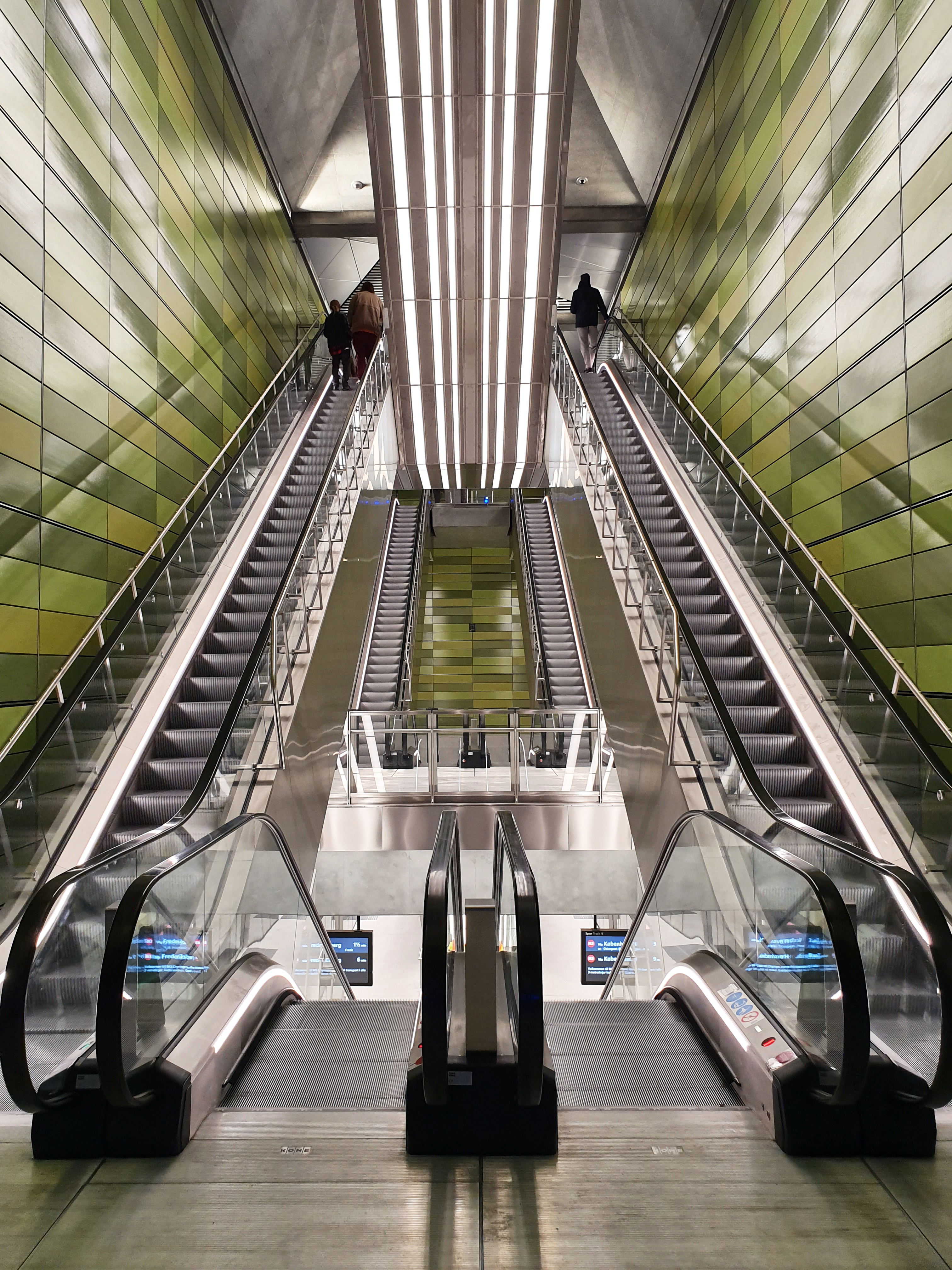
Station Frederiksberg Allé (M3)
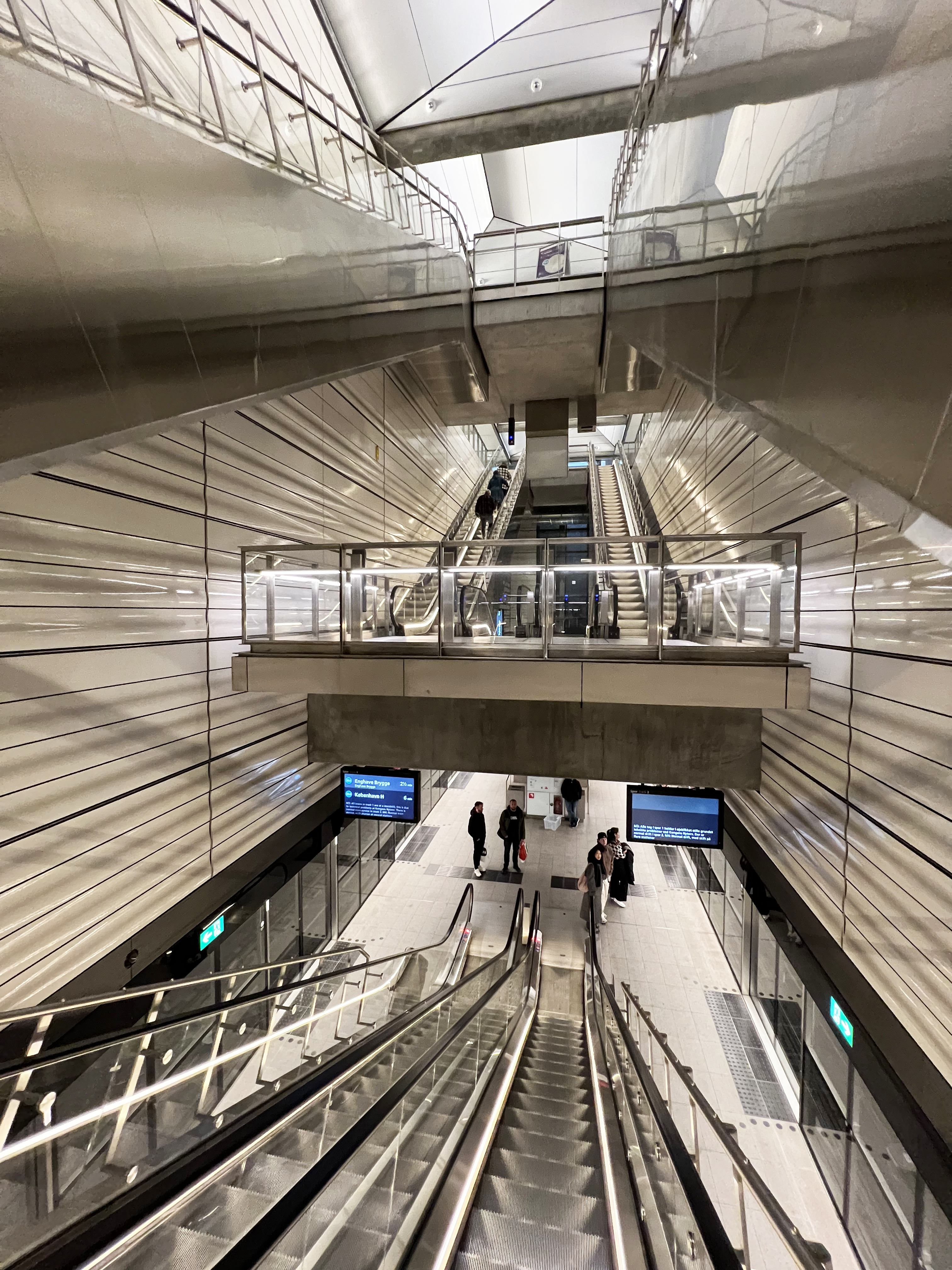
Station Havneholmen (M4)

### Exploitation

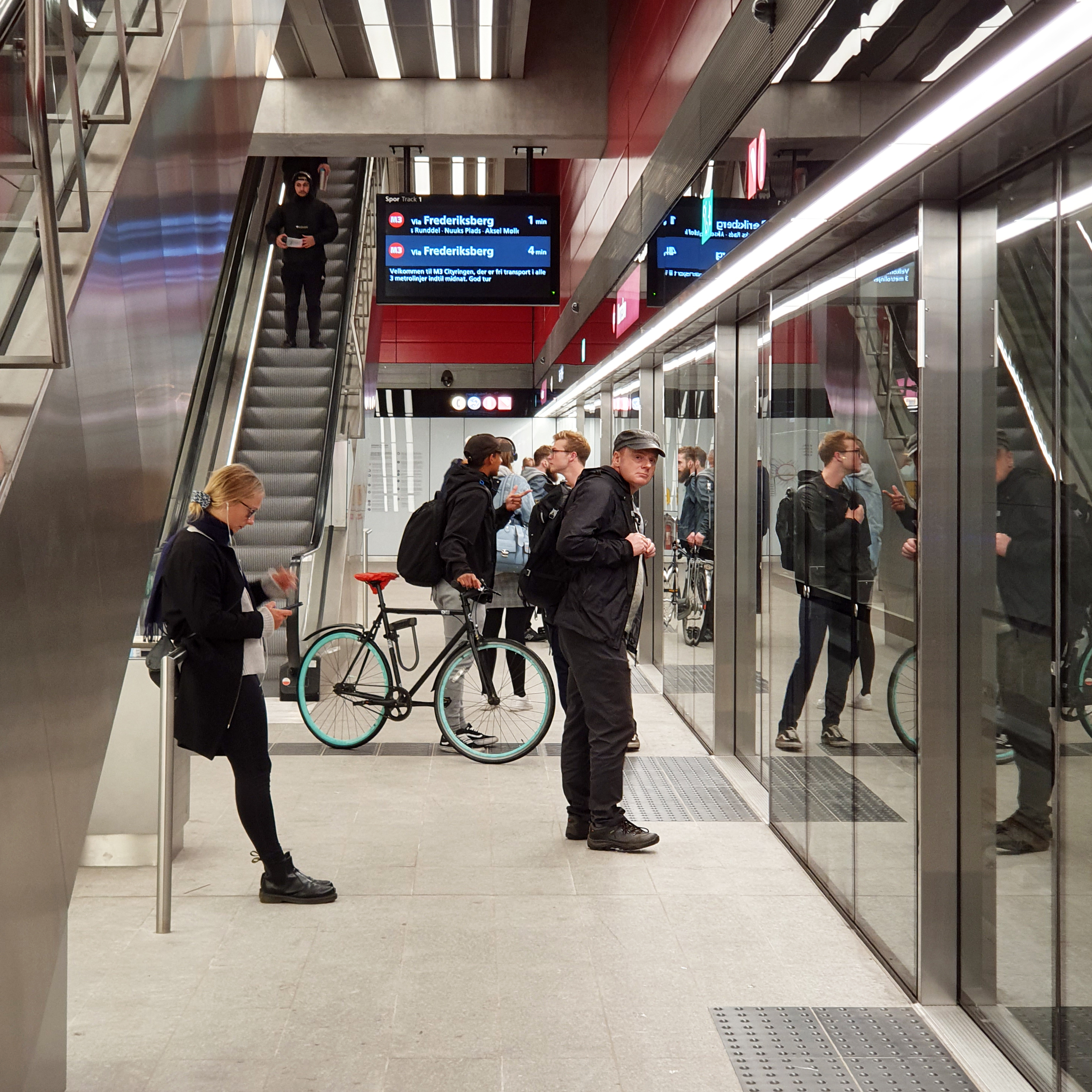
Station Nørrebro du métro de Copenhague

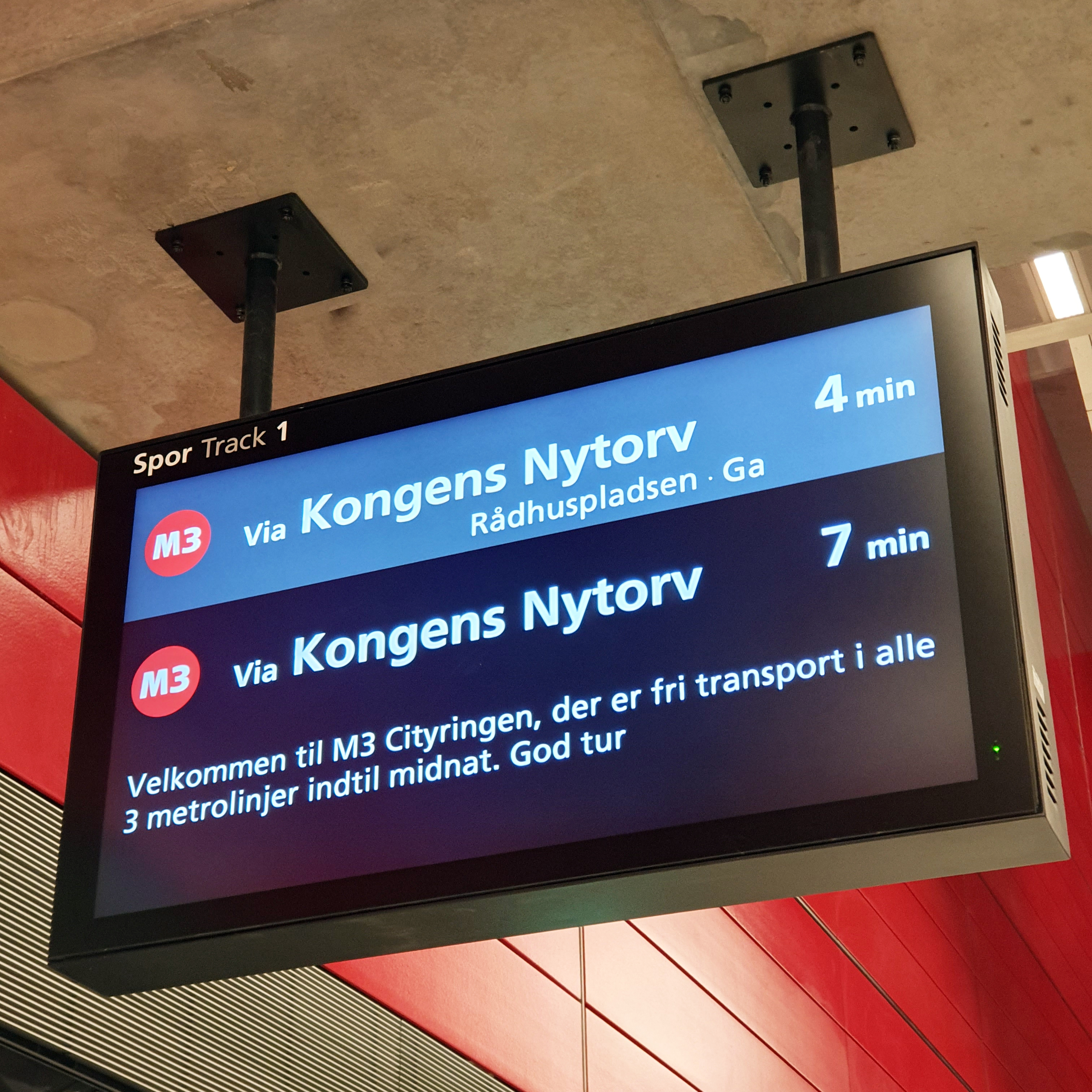
Affichage du temps d'attente en station

Le métro est détenu par la société Metroselskabet I/S, détenue par les communes de Copenhague (50%) et de Frederiksberg (8,3%) et du gouvernement danois (41,7%).
La gestion du métro est confiée depuis 1998 à la société Metro Service A/S qui emploie environ 285 salariés détenue à 51 % par ATM Milano S.p.A. et à 49 % par Ansaldo STS.

#### Horaires et fréquences
Les rames circulent en permanence, 24h/24, 7j/7.
Les métros de Copenhague ne roulent pas selon un horaire précis, mais démarrent des différents terminus à intervalle de temps défini (intervalle variant selon le moment de la journée).
Le tableau suivant indique, en minutes, le temps entre deux rames et ce indépendamment du sens sur la ligne.
| Période de la journée                     | Tronçon commun lignes 1 et 2 Vanløse - Christianshavn | Ligne 1 sud Christianshavn - Vestamager | Ligne 2 sud Christianshavn - Lufthavnen | Ligne 3 Cityringen                | Ligne 4 Orientkaj - København H |
| ----------------------------------------- | ----------------------------------------------------- | --------------------------------------- | --------------------------------------- | --------------------------------- | ------------------------------- |
| Heures de pointe (07h - 09h / 14h - 18h)  | 2                                                     | 4                                       | 4                                       | 3                                 | 3                               |
| Journée, soir et week-end                 | 3                                                     | 6                                       | 6                                       | 4-5                               | 5                               |
| Nuits de Vendredi et Samedi (01h - 07h)   | 7-8                                                   | 15                                      | 15                                      | 12                                | 12                              |
| Nuits entre Dimanche et Jeudi (00h - 05h) | 20                                                    | 20                                      | 20                                      | 6 (mais dans une seule direction) | 12                              |

En raison de travaux de réparation ou d'entretien, il se peut que les fréquences de passages ne soient pas respectées. Dans ce cas, les informations concernant le changement d'horaire sont communiquées via le site internet et les panneaux d'affichages en station .

#### Tarification
Les titres de transport du métro de Copenhague permettent également de voyager à bord des trains, S-tog, bus et bateaux-navettes dans la région de la capitale.
La ville de Copenhague est divisée en zones de tarification. Le prix du ticket varie en fonction du nombre de zones traversées.
En 2019, un ticket pour 2 zones coûte 24 couronnes danoises alors qu'un ticket pour 3 zones coûte 36 couronnes danoises Un ticket pour 3 zones est nécessaire pour voyager entre le centre-ville et l'aéroport. Le voyage du centre-ville à l'aéroport dure 13 minutes. Les tickets pour les zones 2 et 3 sont valables 60 minutes.
La Rejsekort est un titre de transport électronique au format de carte à puce sans contact sur laquelle il est possible de charger de l'argent. L'utilisation de cette carte rend le prix du voyage moins important.
Les enfants de moins de 12 ans peuvent voyager gratuitement sur le réseau. Les enfants jusqu'à 16 ans bénéficient d'une tarification spéciale moins onéreuse.
Les vélos sont autorisés dans le métro en dehors des heures de pointe (du lundi au vendredi du 7h à 9h et de 15h30 à 17h30). Il est nécessaire de payer un supplément.
Pour les voyageurs occasionnels, il existe des abonnement de courte durée (24h, 48h, 72h ou 120h) appelés City pass et une carte du même type comprenant également des réductions pour les principales attractions touristiques de la ville, appelée Copenhagen Card.

#### Fréquentation
La station la plus fréquentée en 2017 est Nørreport avec en moyenne 48.000 passagers quotidiennement.

## Matériel roulant
Le métro compte 34 rames, qui sont toutes automatisées et donc sans conducteur.
Le matériel provient de la firme italienne Hitachi Rail Italy, anciennement AnsaldoBreda, modèle Driverless. Composées de 3 voitures en aluminium, ces rames peuvent transporter jusqu'à 306 passagers dont 72 assis. Elles sont dépourvues de chauffeurs et sont contrôlées automatiquement par ordinateur.
Le centre de maintenance des lignes 1 et 2 se situe à proximité de la station Vestamager, terminus de la ligne 1. Le centre de maintenance de la ligne 3 se situe à Vesterbro, connecté au réseau entre les stations Enghave Plads et Københavnœ H.
Le réseau possède un écartement de rail de 1 435 mm avec conduite à droite et est alimenté en électricité par un troisième rail, la tension électrique étant de 750 volts en courant continu.
Les rames destinées aux lignes 3 et 4 sont fabriquées par Hitachi Rail Italy et sont identiques aux précédentes bien qu'elles présentent quelques améliorations techniques et pratiques telles qu'une plus grande capacité (314 passagers) ou encore une vitesse maximale plus élevée (90 km/h).
En 2018, huit rames similaires sont commandées auprès d'Hitachi pour circuler sur les lignes 1 et 2, pour une livraison en 2020.
| Modèle                  | Constructeur       | Nombre | Affectation | Années delivraison | Longueur  |
| ----------------------- | ------------------ | ------ | ----------- | ------------------ | --------- |
| AnsaldoBreda Driverless | Hitachi Rail Italy | 34     |             | 2013               | 39 mètres |
| AnsaldoBreda Driverless | Hitachi Rail Italy | 30     |             | 2019               | 39 mètres |

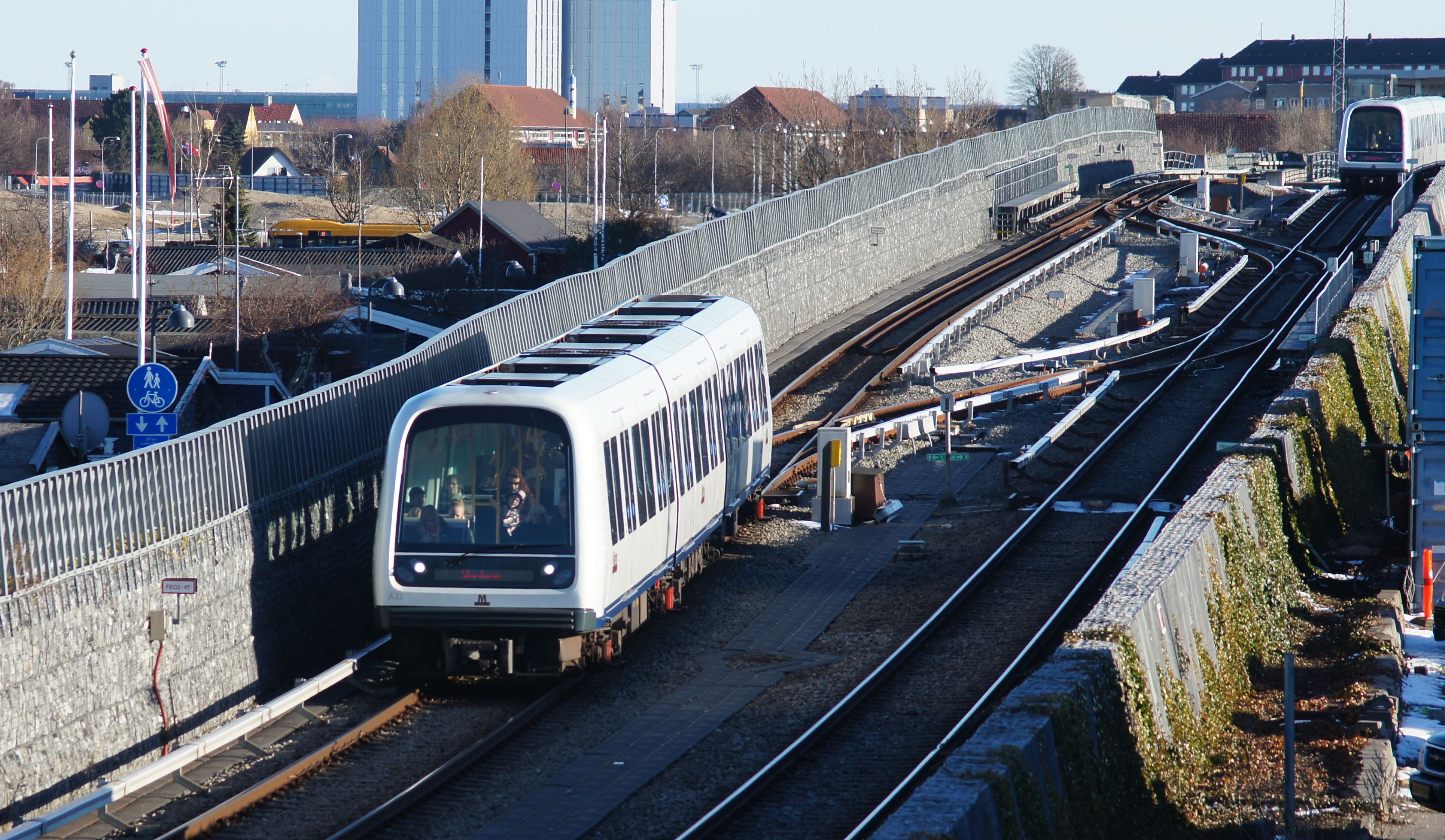
Rame du métro sur la section aérienne
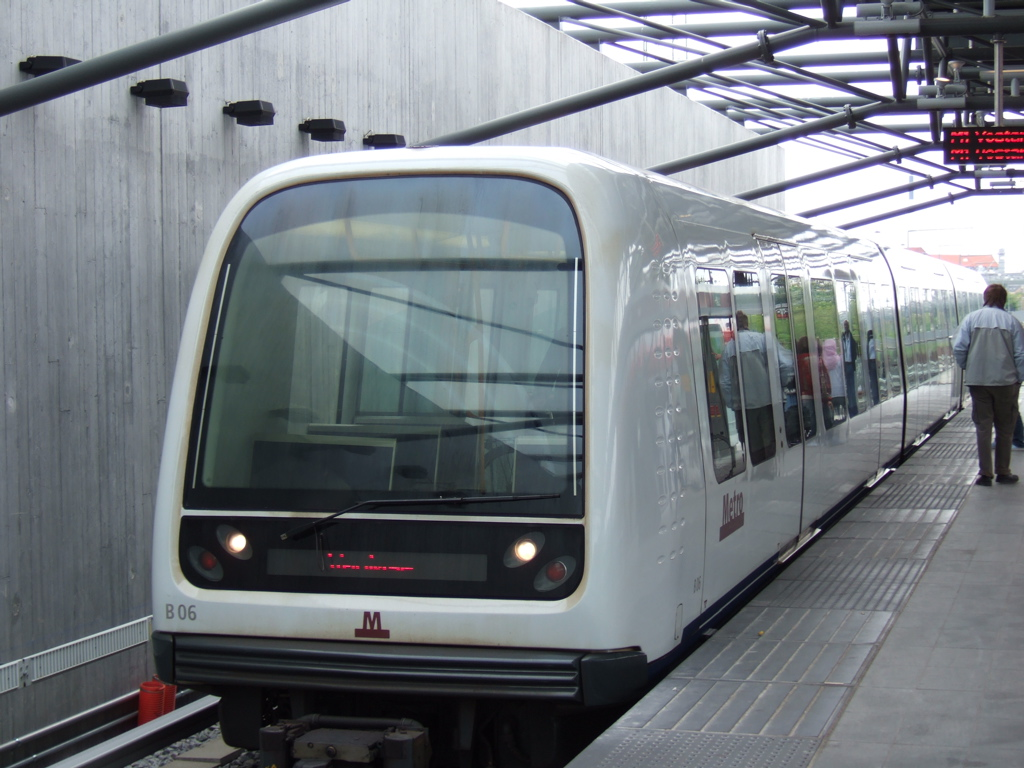
Rame du métro à la station Vanløse (M1-M2)
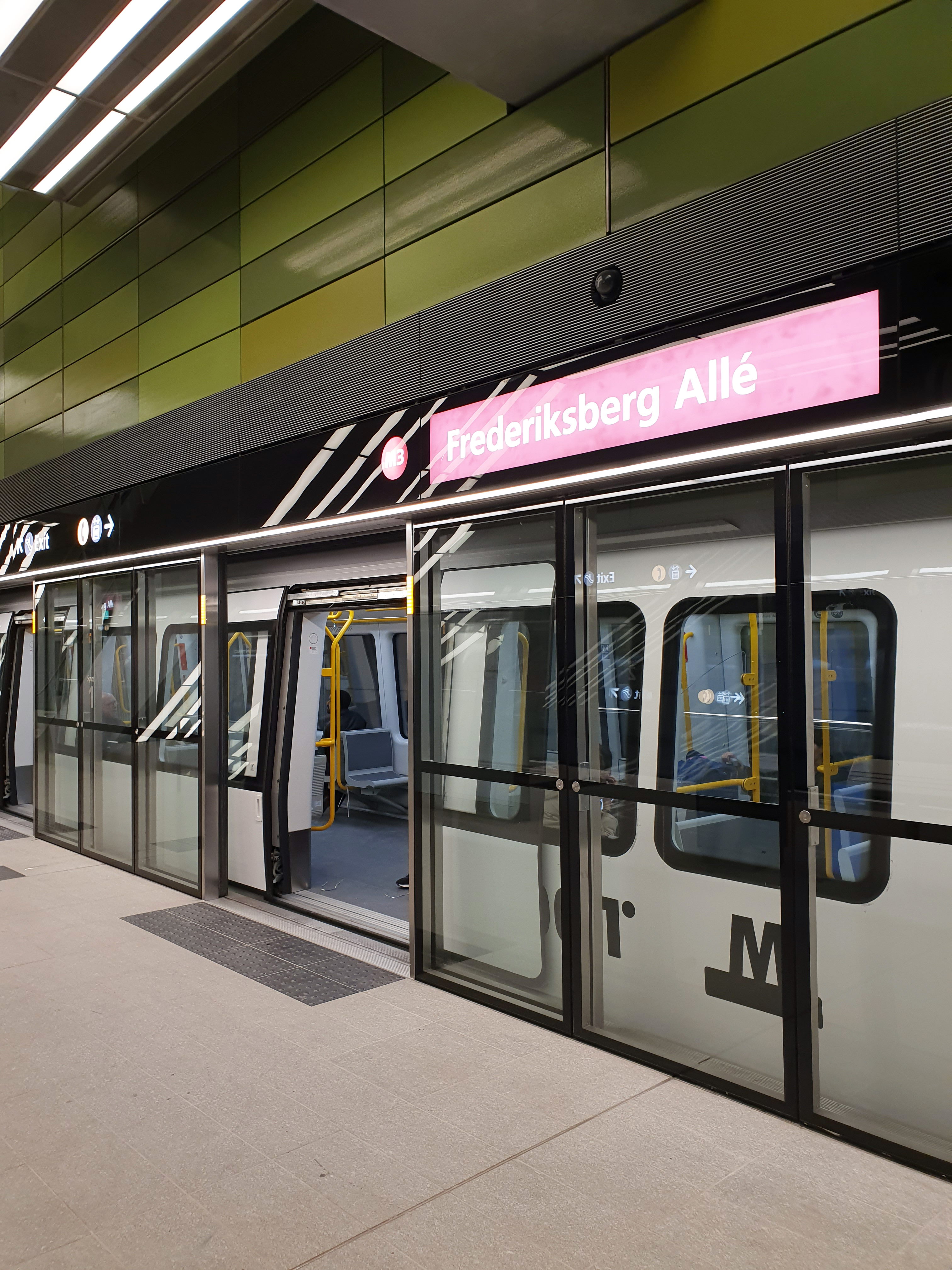
Rame de métro à la station Frederiksberg Allé (M3)
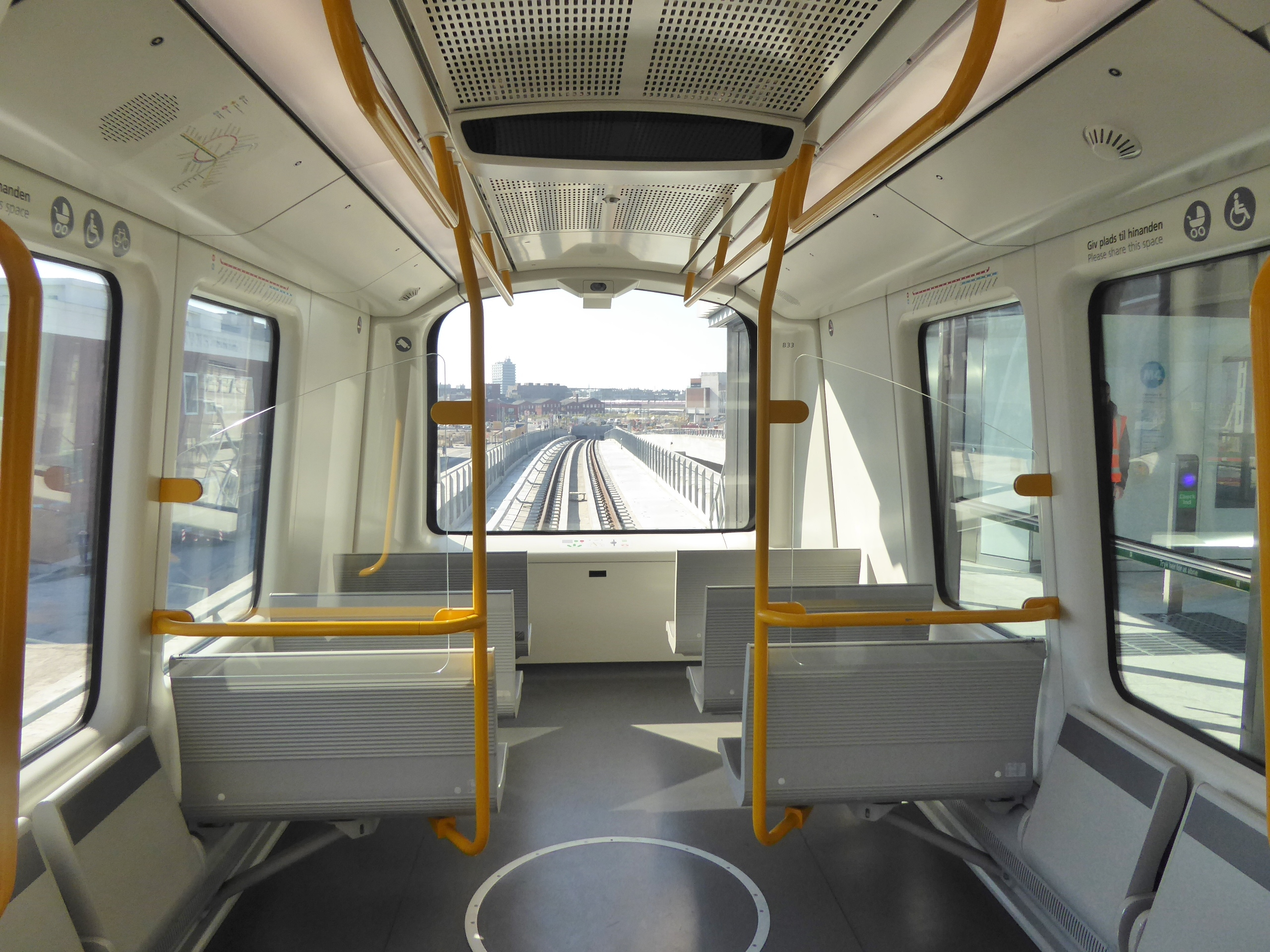
Intérieur d'une rame de la ligne 4
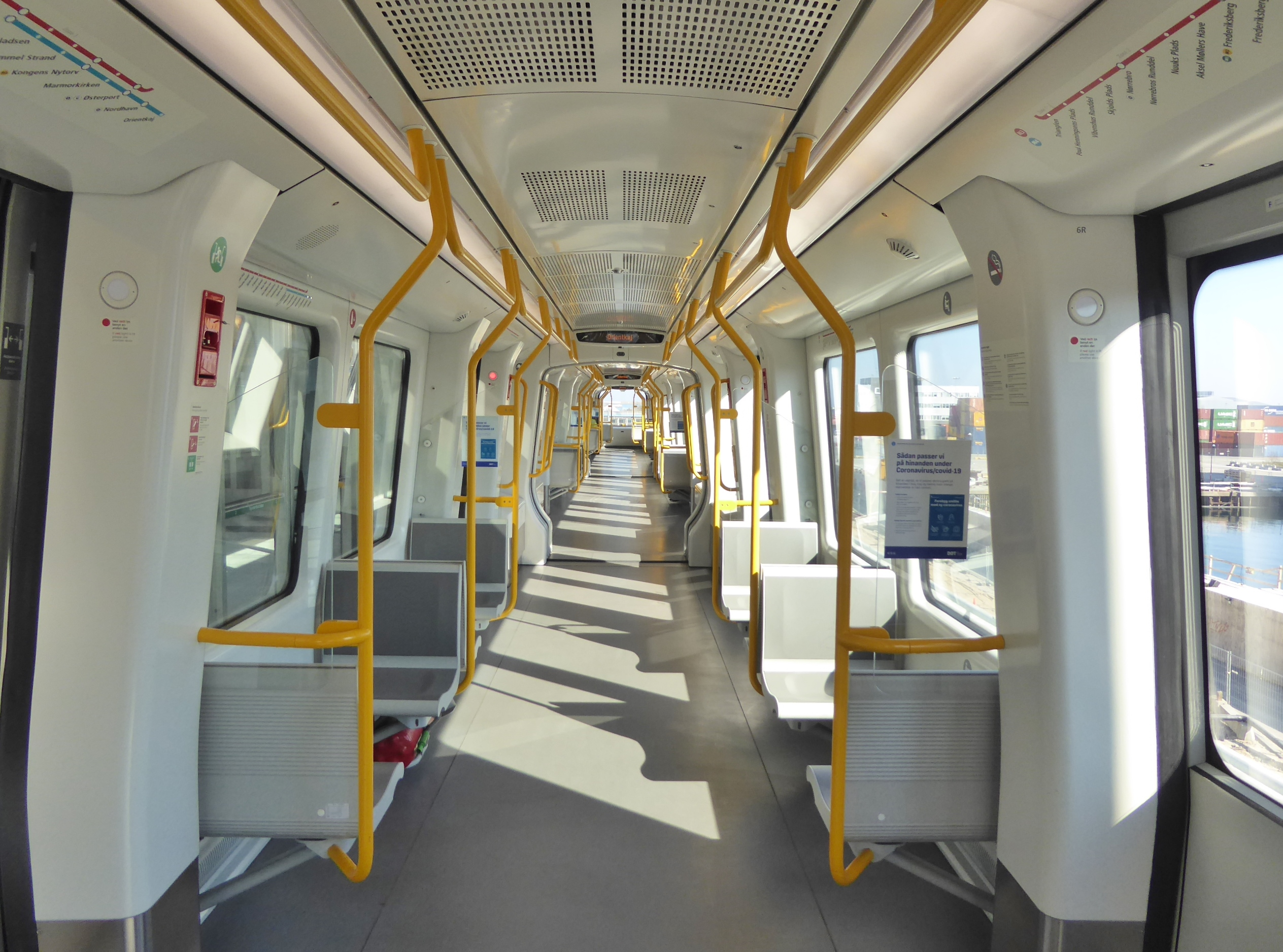
Intérieur d'une rame de la ligne 4
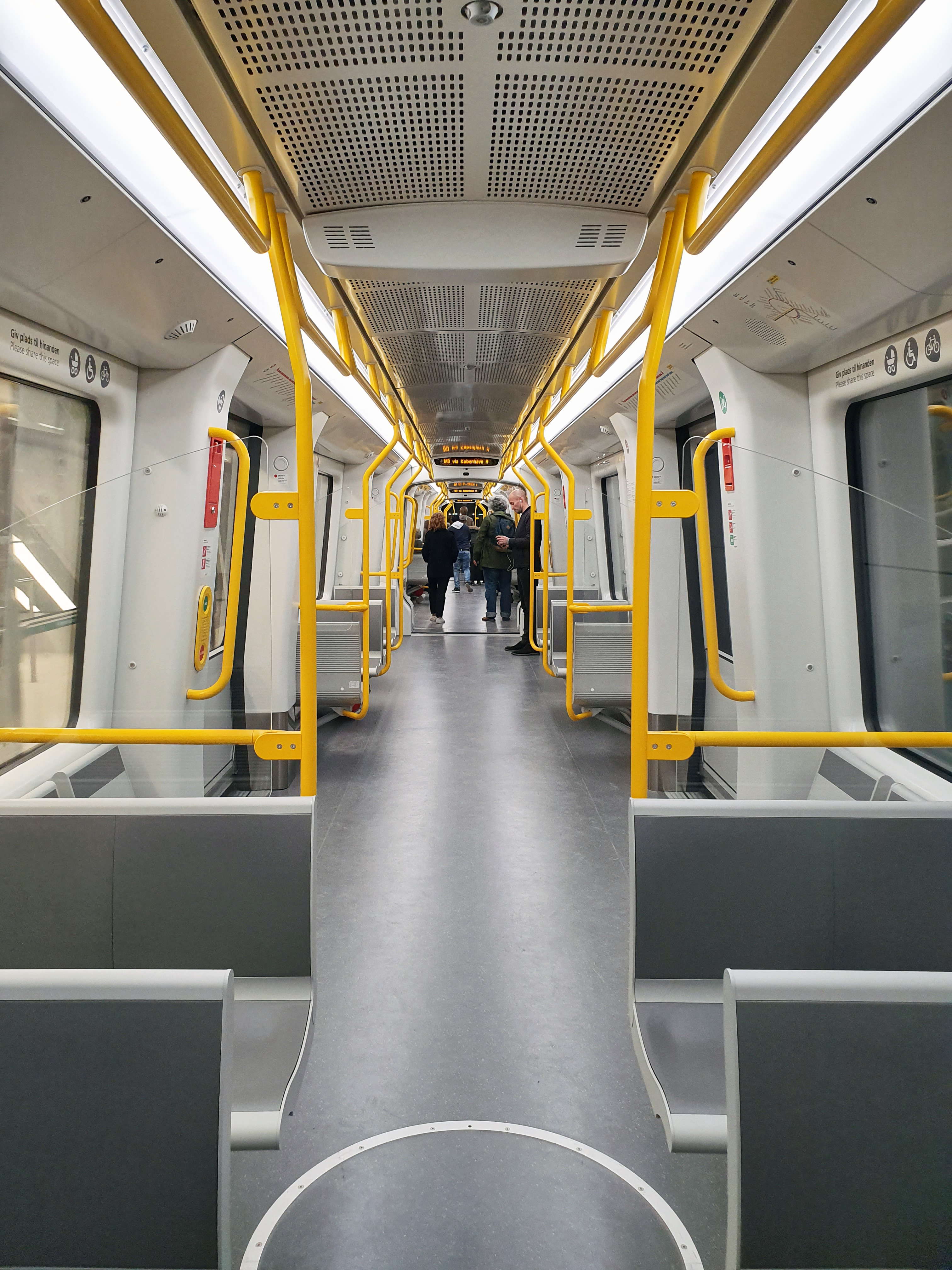
Intérieur d'une rame de métro de la ligne 3

## Projets de développement
Plusieurs projets d'extensions de lignes existantes et de création de nouvelles lignes sont évoqués dans le cadre de nouveaux projets de développements ou portés par des élus locaux pour desservir des zones déjà développées. Certains de ces projets sont en cours d'études et d'autres n'ont pas encore fait l'objet de décision.

### Projets en cours d'études

#### Prolongement de la ligne 4 au nord

Projet de prolongement au nord de la ligne 4

La ligne 4 sera prolongée au nord pour desservir les prochaines étapes du développement de Nordhavn.
Deux stations supplémentaires seront desservies à l'horizon 2030 :
- Levantkaj,
- Nordhavn C.

Le 18 mars 2025, Metroselskabet a annoncé la présélection de trois équipes pour la conception et la construction des deux nouvelles stations de métro de la ligne 4. Le choix de l'équipe retenue est prévu pour la fin 2025, suivi d'une phase de conception et d'une évaluation de l'impact environnemental. Les travaux de construction devraient débuter en 2027, avec une mise en service des nouvelles stations envisagée pour 2030.

#### Nouvelle ligne 5

Projet de la ligne 5

Le 28 mars 2025, le gouvernement danois a annoncé un accord avec la municipalité de Copenhague concernant le développement de Lynetteholmen, prévoyant des milliers de nouveaux logements, la nouvelle ligne de métro 5 et une nouvelle rocade routière,.
La ligne 5 sera construite en deux étapes. La première, souterraine, reliera la gare centrale de Copenhague à Prags Boulevard et ouvrira en 2036 :
- København H (M3, M4, S-tog).
- Bryggebroen,
- DR Byen (M1),
- Amagerbrogade S,
- Lergravsparken (M2),
- Prags Boulevard Ø.

La seconde étape, aérienne, atteindra l'île artificielle de Lynetteholmen en 2045 :
- Refshaleøen,
- Lynetteholm S,
- Lynetteholm N.

L'accord du 28 mars 2025 prévoit que la station de Prags Boulevard Ø ainsi que le prolongement de la ligne vers Lynetteholmen seront réalisés en voie aérienne. Toutefois, en cas d'obtention de financements complémentaires, ce tronçon pourrait être améné à passer en souterrain. L'accord ne précise aucun délai concernant l'achèvement complet de la ligne M5 entre Lynetteholmen et la gare centrale de Copenhague, via Østerport et Frederiksberg.
La ligne sera connectée au réseau existant via les stations København H (M3, M4), DR Byen et Lergravsparken (M1, M2), et devrait transporter environ 91 000 passagers quotidiens en 2050 et 134 000 en 2070, soulageant ainsi la saturation prévue des lignes M1 et M2 dès 2035.
L'investissement global dépasse les 30 milliards de couronnes danoises et sera financé en partie par les revenus issus de l’urbanisation future, avec près de 50 000 résidents et 30 000 emplois attendus à terme sur Lynetteholmen dont l'urbanisation devrait être achevée en 2070. Le financement du projet prévoit également une augmentation du prix du ticket de métro depuis ou vers l'aéroport de Copenhague, qui augmentera de 20 couronnes danoises, à partir de 2027.

### Projets en discussion

Possibles extensions du métro de Copenhague

Depuis l’ouverture des lignes 1 et 2 du métro de Copenhague en 2002, de nombreux tracés ont été envisagés pour étendre le réseau métropolitain de la capitale danoise. Le développement continu de la ville, l’émergence de nouveaux quartiers comme Nordhavn ou Sydhavn, ainsi que les ambitions en matière de durabilité et d’équité territoriale ont nourri un débat constant sur les priorités d’extension du métro. Au fil des années, plusieurs projets ont été proposés par la municipalité, Metroselskabet ou des acteurs régionaux, allant de simples prolongements à la création de nouvelles lignes transversales ou régionales, comme la liaison envisagée avec Malmö, en Suède.
En 2025, dans le cadre d’un effort structuré pour planifier les futures évolutions du réseau au-delà de la construction de la ligne 5, la ville de Copenhague a initié un travail d'analyse portant sur seize tracés potentiels. Cette démarche vise à identifier les corridors les plus pertinents à soumettre à des études approfondies. Elle s’inscrit dans un objectif plus large de renforcer le maillage territorial, améliorer la desserte des grands équipements publics (notamment les hôpitaux), réduire les émissions de CO₂ et préparer l’intégration de zones urbaines en mutation.
Cette analyse de 2025 constitue ainsi une étape préparatoire clé dans la planification stratégique du réseau métropolitain à l’horizon 2030–2045. Huit lignes parmi les seize évaluées ont été retenues pour faire l’objet d’analyses techniques plus détaillées, avec des décisions politiques attendues à partir de 2026.
Sur la base des résultats du prescreening, huit lignes ont été sélectionnées par la ville de Copenhague pour faire l’objet d’une étude approfondie. Cette décision a été entérinée lors d’un vote du comité des finances (Økonomiudvalget) du 3 juin 2025. Ces lignes ont été jugées prioritaires en raison de leur potentiel en termes de desserte urbaine, d’intégration au réseau existant, d’impact environnemental ou de soutien aux équipements structurants comme les hôpitaux.
Les huit tracés retenus sont les suivants :
- Rigshospitalet – Herlev Hospital : nouvelle ligne assurant la liaison entre plusieurs hôpitaux majeurs dans le nord-ouest de la ville.
- Vanløse – Tingbjerg : prolongement des lignes 1 et 2 vers un quartier densément peuplé mais faiblement desservi, avec un possible prolongement jusqu'à Gladsaxe.
- Stengade – Tingbjerg : branche ouest de la future ligne 5, visant à améliorer la desserte de Brønshøj et Tingbjerg.
- København Syd – Hvidovre Hospital : extension de la ligne 4 pour connecter l’hôpital de Hvidovre au réseau métropolitain, avec un possible prolongement jusqu'à Rødøvre.
- København Syd – Emdrup Station : nouvelle ligne ou extension nord de la M4 à travers Valby, Frederiksberg et Bispebjerg, créant plusieurs interconnexions. Le projet est porté depuis 2020 par la ville de Frederiksberg, enclavée au sein de la ville de Copenhague, qui souhaite développer le métro sur son territoire bien qu'elle soit déjà desservie par les lignes 1, 2 et 3. Le scénario privilégié par la ville, rendu public dans un rapport en 2020, prévoit la desserte de 10 stations sur un axe nord-sud[34] suivant la rue Fasanvej.
- Tuborg Havn – Københavns Lufthavn : nouvelle ligne transversale reliant Østerbro, Holmen, Amager et l'aéroport de Copenhague.
- Bispebjerg Hospital – Holmen : nouvelle ligne reliant le nord-ouest résidentiel et plusieurs hopitaux à l’est portuaire de la ville, avec un possible prolongement jusqu'à Malmö.
- Øresundsmetro : projet de ligne transfrontalière entre Copenhague et Malmö. Le projet est porté depuis mai 2018, par les maires de Copenhague et de Malmö, située en Suède sur l'autre rive du détroit de l'Øresund, qui ont annoncé leur volonté de relier les deux villes par le métro[35]. Le projet est estimé à 30 milliards de couronnes danoises, financé en partie avec les recettes du péage du pont de l'Øresund. Il permettrait de relier les gares centrales des deux villes en 23 minutes, soit 17 minutes de moins que le trajet actuel en train. Cette ligne pourrait être une nouvelle ligne de métro ou constituer un prolongement de la future ligne 5 depuis Prags Boulevard Ø. En Suède, les stations desservies pourraient être les suivantes: Västra Hamnen Nord, Västra Hamnen Syd et Malmø C.

Ces lignes feront l’objet d’études techniques détaillées durant le second semestre 2025, en vue de décisions politiques attendues à partir de 2026.